# Haworthia viscosa
Haworthia viscosa (укр. Гавортія віскоза, Гавортія клейка) — рослина з роду гавортія (Haworthia) підродини асфоделевих (Asphodelaceae).

## Біологічний опис

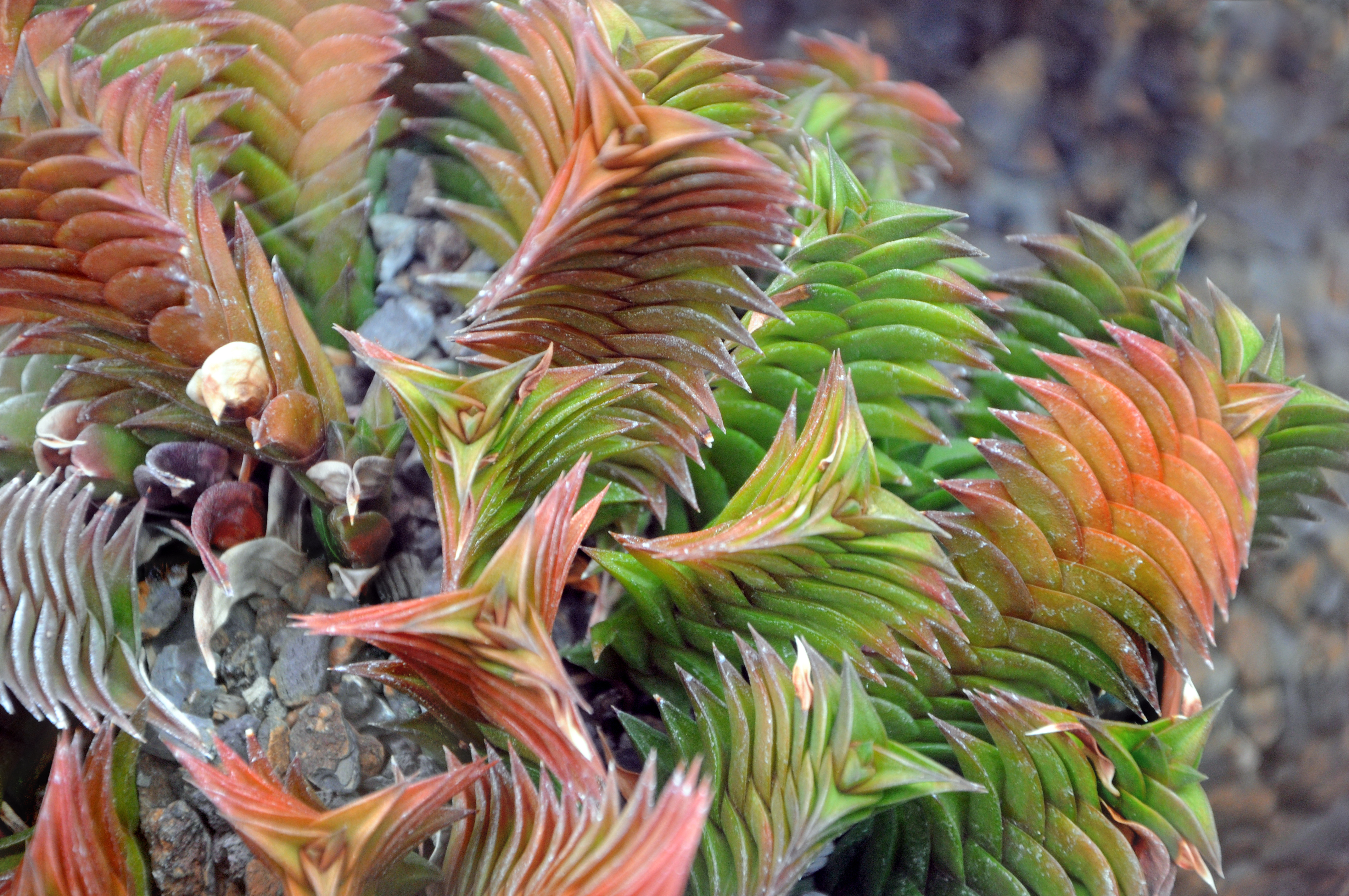
Гавортія клейка

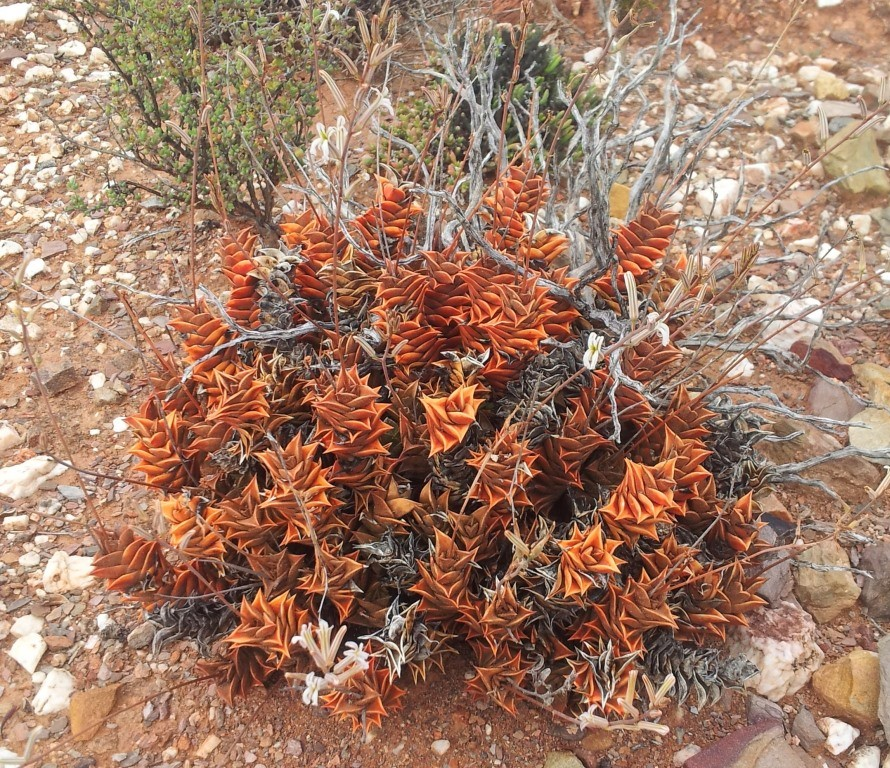
Haworthia viscosa в природних умовах в Західній Капській провінції Південно-Африканської Республіки

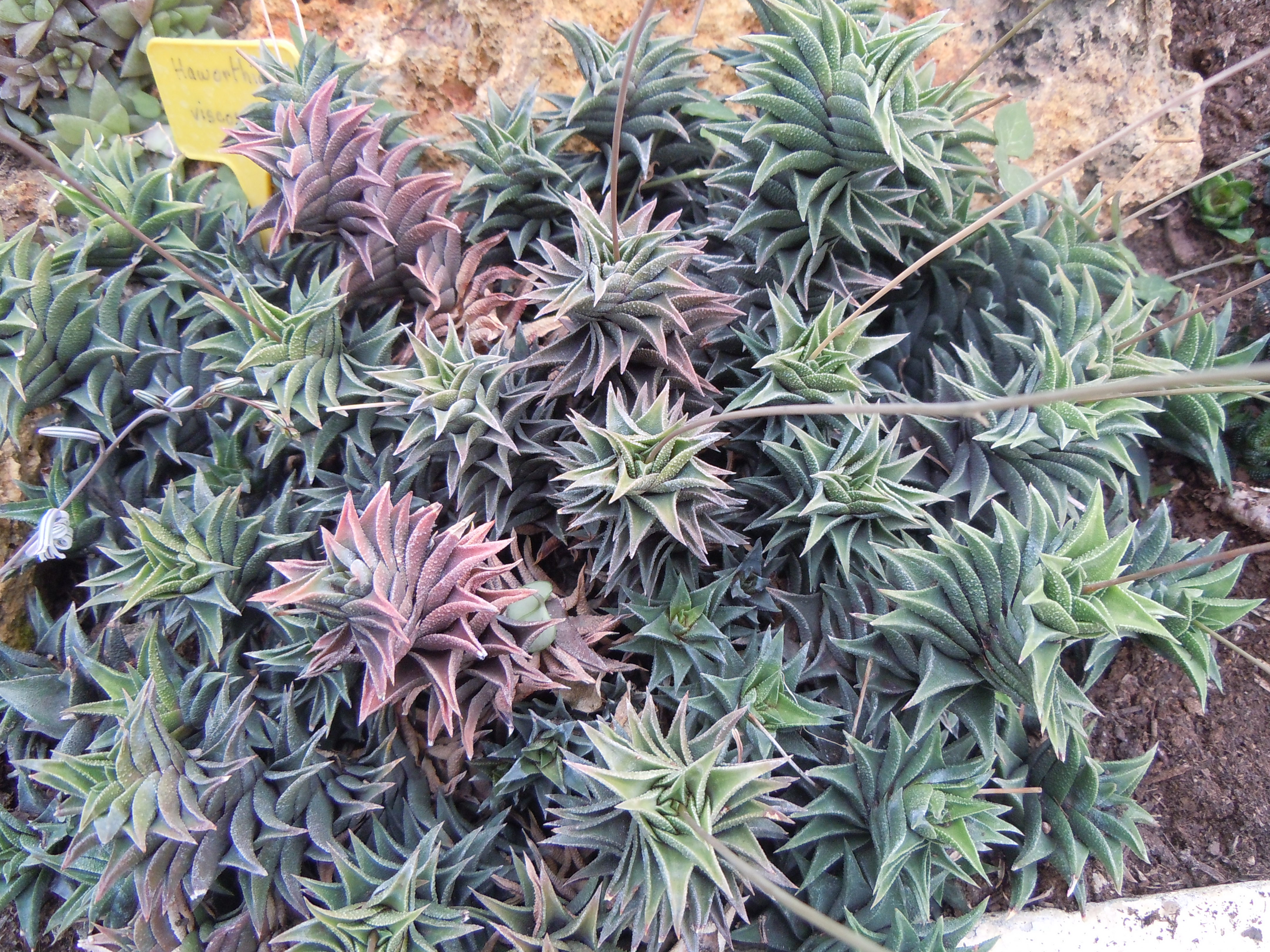
Гібридна форма Haworthia viscosa в Отейському оранжерейному саду

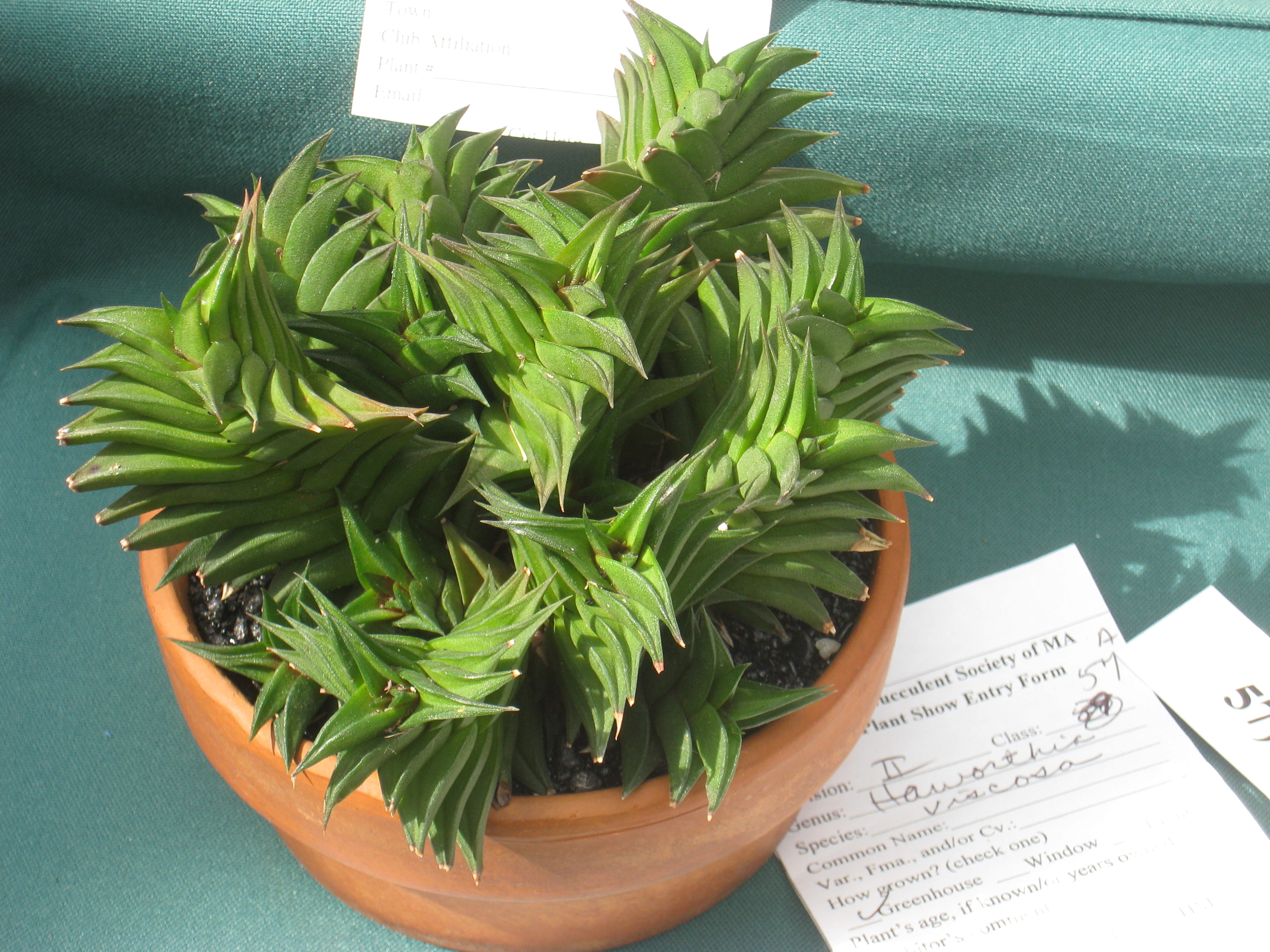
Haworthia viscosa в культиауванні

Багаторічна трав'яниста рослина кущиться від основи і утворює в природі великі групи. Стебла прямостоячі, до 20 см заввишки, трирядно облистяні. Листя прямостоячі, округлотригранні, загострені, з відгнутою назад верхівкою, у більшості різновидів до 3 см завдовжки (за винятком одного з них — близько 5 см завдовжки), 1,5 см завширшки, темно-зелені, розташовуються один під одним спірально в 3 ряди, верхня поверхня шорстка, увігнута, нижня — випукла, з килем і малопомітними зеленими бородавками. Цей вид зовнішньо дуже схожий з Astroloba foliolosa. Має багато форм.

## Ареал
Батьківщина — Південна Африка. Haworthia viscosa широко поширена в східних, центральних і південних областях Кару і Малого Кару, та нижній долині річки Гамтуз (англ. Gamtoos).
Ареал Haworthia viscosa перетинається з ареалами інших видів гавортій, таких як Haworthia bolusi, Haworthia isabellae, Haworthia ellaphiae, Haworthia fasciata, Haworthia glauce, Haworthia mucronata, Haworthia picturata. З деякими з них вона утворює природні гібриди. Так у районі перевалу Гутрівієр (англ. Grootrivier) на одному квадратному метрі можна знайти Haworthia viscosa, Haworthia fasciata та їх гібрид.

## Утримання в культурі
Haworthia viscosa є простим видом для утримання.
- Температура: Помірна з весни до осені, взимку утримують при 12-15 °С, але рослина непогано переносять також температуру в 6 °C.
- Освітлення: По можливості вибирають південне вікно, влітку притіняють від жаркого сонця. Гавортіям потрібне яскраве розсіяне світло.
- Полив: З весни до осені поливають у міру підсихання ґрунту. Взимку поливають дуже рідко — раз на один-два місяці.
- Пересадка: Навесні пересаджують в горщик дещо більшого розміру — але тільки коли це дійсно необхідно.
- Розмноження: Живці легко вкорінюються. Стеблові, листові черешки або відростки укорінюють навесні або влітку. Перед висадкою черешки підсушують протягом 1-2 днів (великі — 1-2 тижнів). Поливають дуже обережно, не накривають ані склом, ані поліетиленом.